# La Révolution sexuelle (film, 1968)
Pour plus de détails, voir Fiche technique et Distribution.
La Révolution sexuelle (titre original : « La rivoluzione sessuale »), est un film italien réalisé en 1968 par Riccardo Ghione d’après l’œuvre  de Wilhelm Reich La Révolution sexuelle (en) (Die Sexualität im Kulturkampf).

## Synopsis
La théorie de Wilhelm Reich, professeur allemand qui a fondé dans les années 1930, Sexpol, un centre public de recherches et de discussion sur les conditions de vie contemporaines et les conditions d'épanouissement de la satisfaction sexuelle dans les milieux populaires, est qu'il est nécessaire pour l'individu de se libérer de névroses dans la satisfaction sexuelle totale. Cette comédie érotique montre ce qui, selon toute probabilité, se passerait dans une société démocratique sexuelle. 
Le film met en scène un professeur italien des années 1960, défenseur de la théorie de Wilhelm Reich, qui essaie de s’approcher de la réalité en prenant pour son étude un groupe de personnes de tous horizons et de leur enseigner la liberté au sens des théories de Wilhelm Reich. Il effectue  ainsi de nombreuses expériences. 
L'actrice Laura Antonelli, considérée come "la reine  incontestée du genre érotique italien", qui tenait dans ce film son premier vrai grand rôle, y jouait une jeune "hippie aspirée par la tentation de la drogue".
L'actrice est alors soupçonnée par une partie de l'opinion publique italienne, de participer à des soirées de débauche, au bord de sa piscine, en compagnie de personnalités et de notables, en consommant de la cocaïne, mais la rumeur s'avère infondée, les enquêtes de la police l'éclipsant. Deux ans plus tard, elle va devenir en 1970 la partenaire à l'écran de Jean-Paul Belmondo et de Sami Frey dans Les Mariés de l'an deux, de Jean-Paul Rappeneau et devient la compagne du premier puis se consacre à des rôles de femme plus ingénue.

## Fiche technique
- Titre : La Révolution sexuelle
- Titre original : La rivoluzione sessuale
- Réalisation : Riccardo Ghione
- Scénario : Dario Argento, Riccardo Ghione
- Musique : Teo Usuelli
- Montage : Attilio Vincioni
- Costumes : Maria Gelmetti
- Production : Italo Zingarelli (West Film)
- Pays de production :  Italie
- Langue originale : italien
- Genre : Comédie érotique italienne
- Durée : 92 minutes
- Dates de sortie :
  - Italie : 21 novembre 1968
  - France : 24 juin 1970
- interdit aux moins de 16 ans

## Distribution
- Marisa Mantovani : Marcello Segre
- Ruggero Miti : Giorgio Segre
- Riccardo Cucciolla : Emilio Missiroli
- Laura Antonelli : Liliana
- Christian Aligny : Cesare
- Gaspare Zola
- Maria Luisa Bavastro : Nanna
- Giulio Girola : Dino Segre
- Andres Jose Cruz Soublette : Tony
- Lorenza Guerrieri : Rita
- Guy Heron : Marco
- Maria Rosa Sclauzero
- Maria Montero
- Rosa Bianca Scerrino
- Pilar Castel
- Leo Gavero
- Gabriella Malachi
- Carmen Montejo
- Isabel Ruth